# Jacotella neonominata
Jacotella neonominata är en kvalsterart som beskrevs av Subías 2004. Jacotella neonominata ingår i släktet Jacotella och familjen Gymnodamaeidae. Inga underarter finns listade i Catalogue of Life.